# 卡蒲毛南族乡
卡蒲毛南族乡是中华人民共和国贵州省黔南布依族苗族自治州平塘县下辖的一个民族乡。

## 行政区划
卡蒲毛南族乡下辖以下村级行政区划单位：
场河村、河中村、新关村、亮寨村、摆卡村和甲坝村。

## 中国传统村落
2012年，场河村交懂组被评为首批“中国传统村落”。